# دالیان اتکینسون
دالیان اتکینسون (انگلیسی: Dalian Atkinson؛ زادهٔ ۲۱ مارس ۱۹۶۸ - درگذشته ۱۵ اوت ۲۰۱۶) یک بازیکن فوتبال اهل انگلستان بود.
دالین اتکینسون برای تیم‌های استون ویلا، ایپسویچ تاون، شفیلد ونزدی، رئال سوسیه‌داد و فنر باغچه بازی کرده بود.

## زندگی حرفه‌ای
اتکینسون در ۱۹۹۱ به باشگاه فوتبال استون ویلا پیوست.

## درگذشت
وی در پی شلیک «تیزر» پلیس در استان شروپ‌شر در غرب انگلستان دچار حمله قلبی شد و در راه بیمارستان درگذشت.